# Ribeira de Seixe
Ribeira de Seixe (im Unterlauf auch Rio Seixe) ist ein kleiner Fluss in Portugal, dessen Oberlauf in der Serra de Monchique entspringt und der westlich von Odeceixe in den Atlantik mündet.
Im Unterlauf bildet er die Grenze zwischen den Regionen Algarve und Alentejo und verläuft ab Odeceixe durch den Naturpark Parque Natural do Sudoeste Alentejano e Costa Vicentina.